# SPHINX (Satellit)
SPHINX (Space Plasma High-Voltage Interaction Experiment) ist die Bezeichnung eines amerikanischen Testsatelliten der NASA.
Mit Hilfe des SPHINX-Satelliten sollte der Einfluss der Strahlungsgürtel der Erde auf Raumflugkörper untersucht werden. SPINX hatte dazu vier Experimente an Bord. Dabei wurden auch verschiedene Solarzellentypen dem Weltraum ausgesetzt. SPHINX wurde zudem entwickelt, um Hochspannungsgeräte im Weltraum zu testen.

## Missionsverlauf

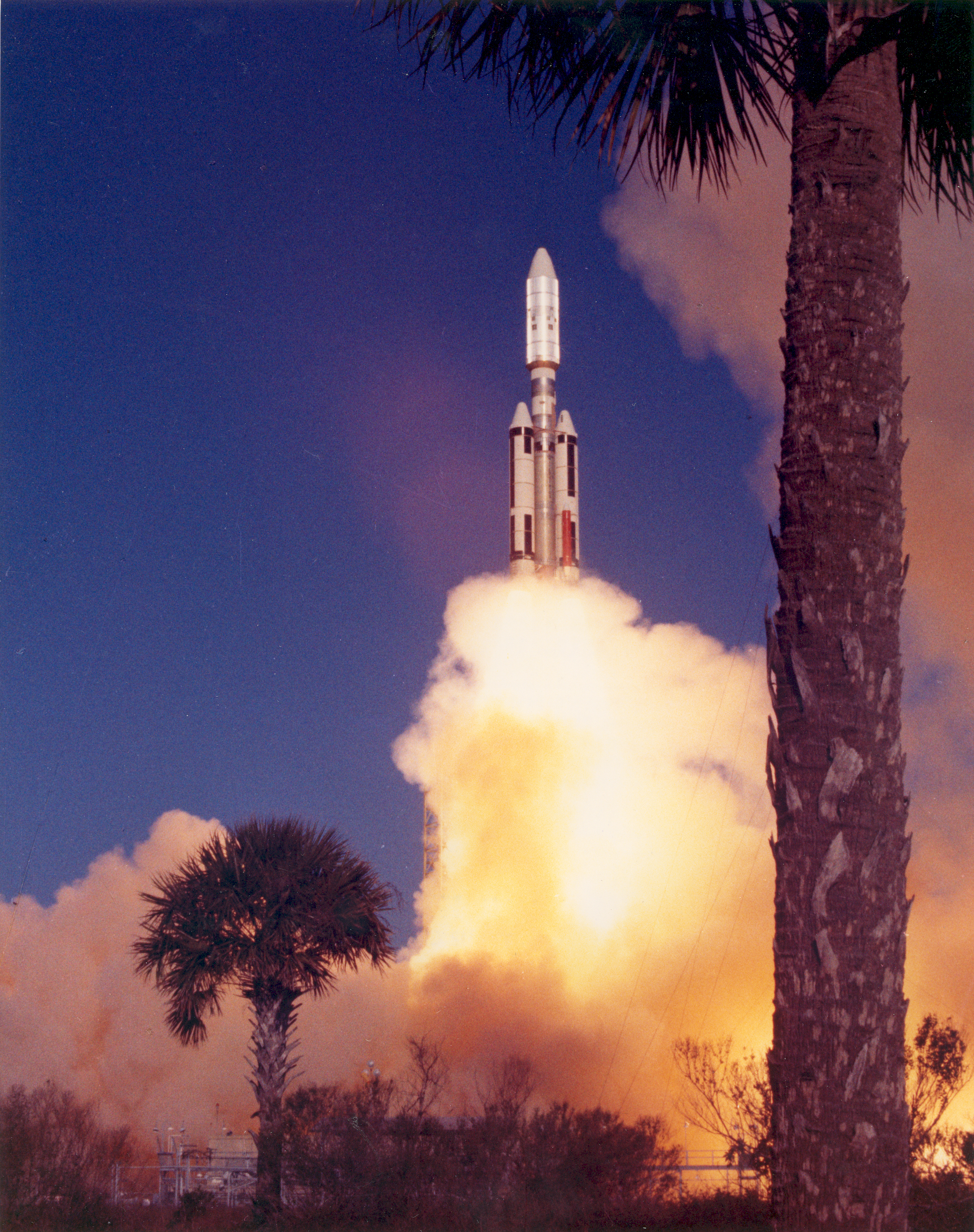
Start der Titan-Rakete

SPHINX sollte am 11. Februar 1974 zusammen mit einer Attrappe der Vikinger-Sonde beim Testflug der Titan IIIE-Trägerrakete gestartet werden. Doch die Centaur-Oberstufe versagte, weswegen keine Umlaufbahn erreicht werden konnte.